# Delphacodes biarmica
Delphacodes biarmica är en insektsart som först beskrevs av Sahlberg 1871.  Delphacodes biarmica ingår i släktet Delphacodes och familjen sporrstritar. Inga underarter finns listade i Catalogue of Life.